# Księga Moroniego
Księga Moroniego [Moro] –  w religii mormońskiej księga wchodząca w skład Księgi Mormona. Została umieszczona jako ostatnia, a składa się z 10 rozdziałów. Zdaniem mormonów księga ta powstała w latach 400–421. Autorem księgi jest syn Mormona, Moroni.

## Podział księgi[3]
1. W pierwszym rozdziale Moroni opisuje  w swoich proroctwach przyszłe czasy.
2. Rozdziały  2–6 zostały poświęcone kwestiom chrztu i sakramentu.
3. W rozdziale 7 szatan nakłania ludzi do wyparcia się Chrystusa.
4. W rozdziale 8 potępiony został chrzest niemowląt jako „zniewaga Boga”
5. Rozdziały 9–10 mają na celu przekonanie czytelnika do prawdziwości Księgi Mormona.